# Drehmomentaufnehmer
Drehmomentaufnehmer sind Sensoren (Aufnehmer), die über die Formänderung eines Messkörpers, des sogenannten Federkörpers, das Drehmoment bestimmen. Die meisten Drehmomentsensoren arbeiten mit Dehnungsmessstreifen. Daneben gibt es auch Drehmomentaufnehmer, die nach dem piezoelektrischen, dem magnetoelastischen oder dem optischen Prinzip funktionieren, und Aufnehmer, die mit dem SAW-Verfahren arbeiten.

## Ausführungsformen

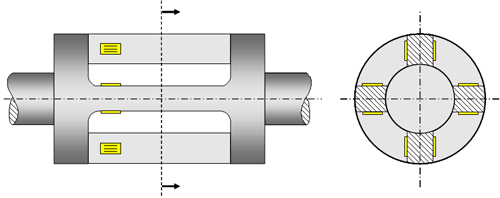
Käfigläufer als Federkörper (Prinzip)

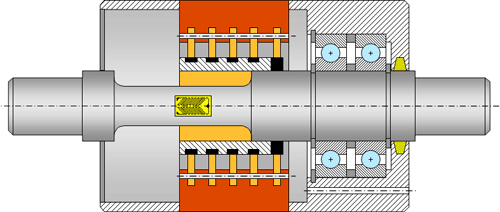
Zylindrischer Federkörper mit Schleifringen (Prinzip)

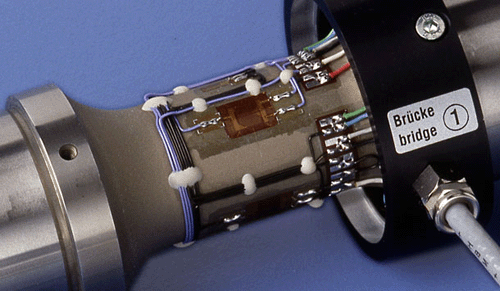
Zylindrischer Federkörper mit DMS (Ausschnitt)

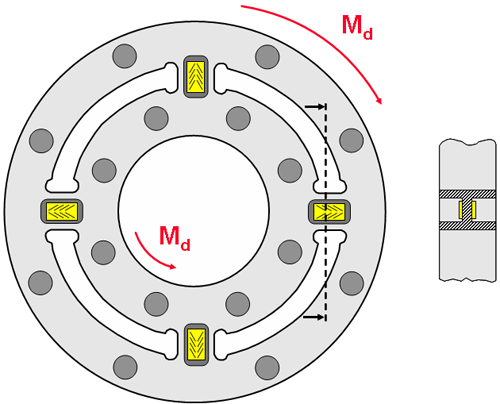
Messflansch (Prinzip)

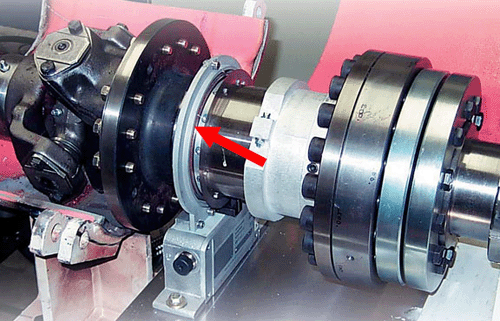
Messflansch mit Kupplungen, der Aufnehmer ist mit einem roten Pfeil gekennzeichnet. Rechts ist die Scheibe für die Drehzahlmessung sichtbar.

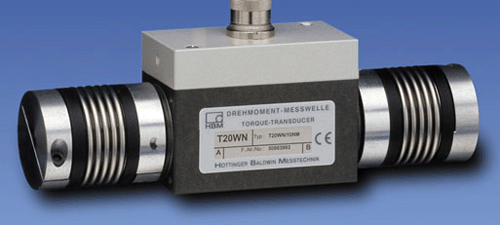
Drehmomentaufnehmer mit Faltenbalgkupplungen

Entsprechend den verschiedenen Anwendungsgebieten gibt es auch unterschiedliche Ausführungen:
- mit oder ohne Lager
- rotierende oder nicht rotierende Erfassung des Moments
- mit Schleifringen oder mit kontaktloser Übertragung

Aufnehmer ohne Lager haben keine Verluste durch Lagerreibung und sind praktisch wartungsfrei.
Eine nicht rotierende Erfassung liegt beispielsweise bei Drehmomentschlüsseln oder Prüfmaschinen zur Kalibrierung von Drehmomentaufnehmern vor. Hier treten nur relativ kleine Verdrehwinkel (0,01 bis 2 Grad) des Aufnehmerfederkörpers auf.
Bei Schleifringen sind die möglichen Drehzahlen sowohl wegen des Verschleißes als auch wegen der zunehmenden Störungen bei der Übertragung begrenzt. Mit fortschreitender Einsatzdauer werden die Schleifringe „unrund“. Dies führt insbesondere bei höheren Drehzahlen zu Aussetzern und erhöhtem Rauschen des Signals. Üblicherweise werden über ca. 3000/min bei Dauereinsatz bzw. 6000/min bei kurzzeitigem Einsatz keine Schleifringe mehr verwendet, sondern mit kontaktloser Übertragung gearbeitet. Zumeist wird eines der folgenden Verfahren genutzt:
- die Übertragung über Spulen (magnetisch)
- die Übertragung über flächige Antennen (kapazitiv), die sich wie zwei Kondensatorplatten gegenüberstehen (elektrisch leitende Ringe oder Übertragung an der Stirnseite der Welle)

Die zur Übertragung verwendeten Frequenzen sind sehr unterschiedlich und liegen im Bereich von 10 kHz bis 20 MHz.
Viele Aufnehmer besitzen zusätzlich zur Erfassung des Drehmoments noch die Möglichkeit, die Drehzahl zu erfassen. Damit kann dann direkt die Leistung berechnet werden.

## Federkörper
Die Federkörper sind aus metallischen Werkstoffen, die bestimmte „günstige“ Eigenschaften haben: eine kleine Hysterese, geringe oder möglichst lineare Temperaturabhängigkeit etc. Für kleine Drehmomente gibt es den Käfigläufer, im mittleren Bereich den klassischen Vollzylinder oder, wenn nur auf einer Seite ein Lager verwendet werden soll, den biegesteiferen Hohlzylinder, in dessen Innerem auch die Elektronik untergebracht werden kann. Für kurzbauende und sehr steife Aufnehmer werden heute oft sogenannte Messflansche eingesetzt (Scherstabprinzip).

## Messtechnische Eigenschaften
Die Nennlast gibt an, bis zu welchem Drehmoment der Aufnehmer messfähig ist, d. h. bei dem die Messabweichungen innerhalb der im Datenblatt angegebenen Werte liegen. Darüber hinaus wird manchmal noch ein Gebrauchsbereich angegeben, innerhalb dessen jedoch die angegebenen Messabweichungen überschritten werden können.
Für den Einsatz wichtig sind die Angaben über das Grenzdrehmoment, also die Belastung, die der Aufnehmer verträgt, ohne Schaden zu nehmen sowie die zulässige Schwingbreite der Last (Spitze/Spitze nach DIN 50100). Drehmomentaufnehmer dürfen in der Regel mit ihrem maximalen statischen Drehmoment nicht auch dynamisch belastet werden. Die Spitze/Spitze-Werte für Wechsellasten sind niedriger als für statische Belastungen.
Das Bruchdrehmoment ist sicherheitsrelevant. Wird dieses Drehmoment überschritten kann der Aufnehmer zerstört werden.
Weitere wichtige Aspekte sind die Empfindlichkeit gegenüber Störkräften und insbesondere elektrischen Störsignalen sowie die Torsionssteifigkeit und das Massenträgheitsmoment des Aufnehmers. Die Torsionssteifigkeit und das Massenträgheitsmoment beeinflussen die Eigenfrequenz des Gesamtsystems und damit die messbaren Drehzahlen, bei denen es nicht zu Eigenschwingungen und eventuell Resonanz kommt.

## Anwendungshinweise
Der Einbau eines Drehmomentaufnehmers muss sehr sorgfältig erfolgen. Es dürfen keine Exzentrizitäten auftreten, d. h., die An- und Abtriebsachsen müssen fluchten, es darf kein Winkelfehler auftreten etc. Die Aufnehmer dürfen nur geringe überlagerte Biege- oder Zugkräfte erhalten, bei vielen Aufnehmern sind weniger als 10 % des Nenndrehmoments als jeweilige Störkraft maximal zulässig. Günstiger gegenüber herkömmlichen Konstruktionen sind in der Regel die Drehmoment-Messflansche. Daher müssen entsprechende Einbauteile verwendet werden, sogenannte Kupplungen (nicht mit einer Kupplung wie im Auto zu verwechseln), um Störkräfte abzufangen. Andere gängige Einbauhilfen sind Gelenkwellen.
Die maximal zulässigen Fehler sind jedoch selbst bei Verwendung von Einbauhilfen auf Werte um ein Grad beschränkt. Daher sind alle überlagerten Beanspruchungen so weit wie möglich zu reduzieren, damit der Aufnehmer keine zusätzlichen Belastungen erhält. Die zulässigen Werte werden zwar im Datenblatt der Aufnehmer für jede Komponente getrennt angegeben, die Werte gelten aber nur bei reiner Belastung mit diesem Fehlertyp. Eine Kombination verschiedener Fehler, die in der Praxis immer gegeben ist, da der Einbau nicht 100 % ideal erfolgen kann, reduziert die Werte typischerweise auf unter 40 % der im Datenblatt für nur eine Störgröße angegebenen.
Es empfiehlt sich, für größere Aufbauten, bei höheren Drehzahlen oder großen Massen das dynamische Verhalten zu berechnen und zu überprüfen. Falls das Gesamtsystem aus Antrieb, Aufnehmer und Verbraucher oder Bremse in der Nähe der Eigenfrequenz des Systems betrieben wird, besteht die Gefahr, dass das Gesamtsystem überlastet und damit zerstört wird.
Seit einigen Jahren sind auch kontaktlose Drehmomentaufnehmer basierend auf dem Magnetoelastischen Messprinzip erhältlich. Die Vorzüge dieser Technologie liegt darin, dass der Sensor bei dieser Messmethode nicht im Kraftfluss liegt und daher die Applikation deutlich einfacher realisiert werden kann.